# Dorsiceratus dinah
Dorsiceratus dinah is een eenoogkreeftjessoort uit de familie van de Ancorabolidae. De wetenschappelijke naam van de soort is voor het eerst geldig gepubliceerd in 2009 door George & Plum.